# ديفيد باك
ديفيد باك (بالإنجليزية: David Buck)‏ (25 أغسطس 1946 بكولشيستر في المملكة المتحدة - 1 يناير 1996) هو لاعب كرة قدم بريطاني في مركز نصف الجناح. لعب مع كولتشستر يونايتد.